# Њедједза
Њедједза (слч. Nededza) насељено је мјесто са административним статусом сеоске општине (слч. obec) у округу Жилина, у Жилинском крају, Словачка Република.

## Становништво
| Година:    | 1994. | 2004.   | 2014.   | 2024.   |
| ---------- | ----- | ------- | ------- | ------- |
| Број људи: | 849   | 929     | 1016    | 1092    |
| Разлика:   |       | +9,42 % | +9,36 % | +7,48 % |

| Година:    | 2023. | 2024.   |
| ---------- | ----- | ------- |
| Број људи: | 1075  | 1092    |
| Разлика:   |       | +1,58 % |

Према подацима о броју становника из 2024. године насеље је имало 1092 становника.